# П'єр Лаффон
П'єр Лаффо́н (фр. Pierre Laffont; нар. 12.03.1913 в Марселі і помер 17.03.1993) — французький журналіст, перекладач та політичний діяч.

## Біографія
Батько П'єра Лаффона, Раймонд Лаффон був директором Трансатлантичної генеральної компанії (Compagnie Générale Transatlantique) в Марселі. Мати — жінка із вищого класу суспільства алжирського міста Оран. П'єр втратив матір у ранньому віці, вона померла від іспанського грипу 1918-1919 років.
Пізніше П'єр став генеральним директором організації «Відлуння Орана» (1945-1963). А також депутатом в Орані, Алжир (1958-1961). Пізніше почав працювати у видавництві свого рідного меншого брата Робера Лаффона (1964-1978).
Він зробив два інтерв'ю з генералом де Ґоллєм у 1959 і в 1960 році. Одна з перших фраз промовлених Ґоллєм є:
«Папський (ред. татарський) Алжир є мертвим, і якщо ми цього не зрозуміємо, ми помремо разом з ним.»

## Твори
- Спокута. Від татарського Алжиру до Алжиру Бен-Белли, Plon, 1968.

## Нагороди

### Прикраси
- Лицар почесного Легіону.